# Canyó de Nazaré
El canyó de Nazaré és un canyó submarí situat a la costa davant Nazaré a la regió Oeste de Portugal, a l'Oceà Atlàntic Oriental. És considerat el canyó més gran d'Europa amb una fondària màxima d'almenys 5,001 metres i aproximadament 230 quilòmetres de llarg.
El canyó està sent estudiat pel projecte d'HERMES de la UE amb un vehicle submarí operat remotament. El projecte investiga els ecosistemes especialitzats del canyó, el transport i deposició de sediments, i la forma com el canyó influencia (i és afectat per) el corrent oceànic local.

## Surf
El canyó de Nazare genera ones marines molt elevades, tot fent del lloc un punt de referència internacional per al surf de "big wave" (ones grans).
El novembre de 2011, el surfista hawaià Garrett McNamara va batre el rècord de surf en ona gegant: 24 metres del màxim al mínim de la cresta, a la platja de Praia Norte. El gener de 2013 es va informar que el mateix esportista havia aconseguit surfejar una ona d'alçada estimada màxima de 30 metres a la mateixa ubicació.
El gener de 2018, Hugo Vau va surfejar una de les ones més altes mai vistes a Nazaré — anomenada ‘Gran Mama' de 35-metres d'alt — la qual, si es confirmés, superaria l'actual rècord de Garrett McNamara al llibre Guinness.
El surfista brasiler Rodrigo Koxa va trencar el rècord mundial de l'ona més gran mai surfejada al mon, confirmada per la Lliga Mundial de Surf als premis "Big Wave" de Santa Monica, Califòrnia, amb una alçada oficial registrada de 24.38 m.

## Galeria d'imatges

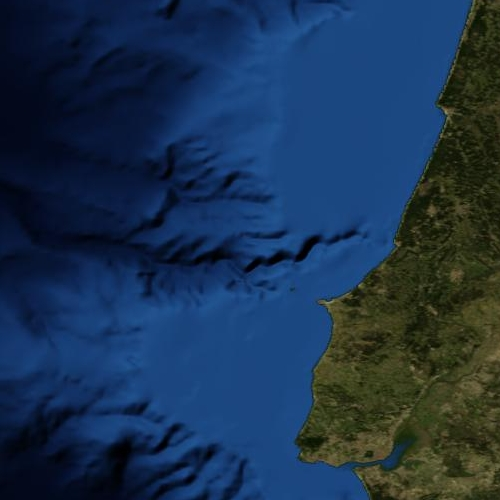
El Canyó submarí de Nazaré davant la costa de Portugal.
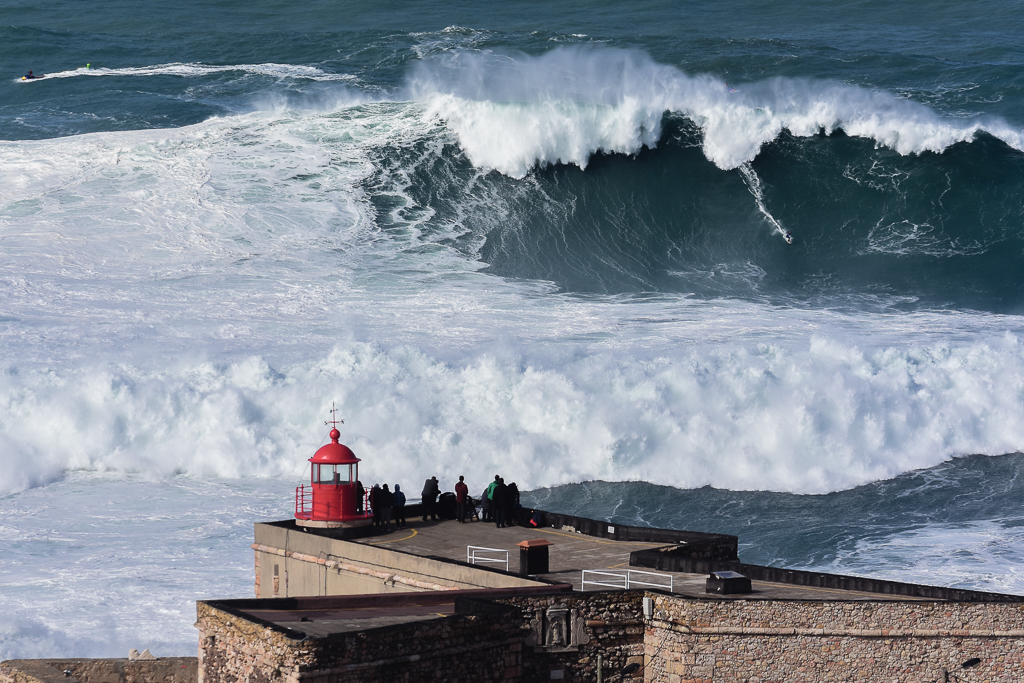
La Praia Norte (Platja nord) de Nazaré